# Pirmin Schwander

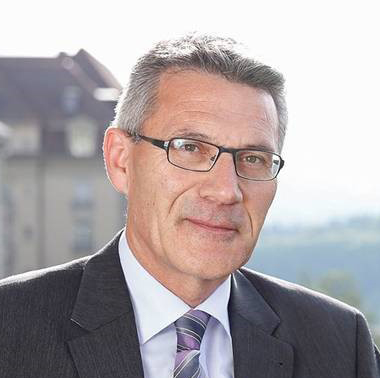
Pirmin Schwander (2016)

Pirmin Schwander (* 28. Dezember 1961 in Galgenen, Kanton Schwyz; heimatberechtigt ebenda) ist ein Schweizer Politiker (SVP). Seit 2023 ist er Ständerat, von 2003 bis 2023 war er Nationalrat.

## Politik
Pirmin Schwander gehörte seit den Wahlen vom Oktober 2003 und bis zur Wahl als Ständerat 2023 dem Nationalrat und dort der Finanz-, der Gerichts- sowie (als Stellvertreter) der Immunitätskommission an und war Mitglied der Finanzdelegation. Er ist ein wertkonservativer, zurückhaltend wirtschaftsliberaler Politiker, befürwortet eine restriktive Migrationspolitik und steht Forderungen nach mehr Umweltschutz oder einer weiteren aussenpolitischen Öffnung der Schweiz kritisch gegenüber. Von 2004 bis 2014 präsidierte er die Aktion für eine unabhängige und neutrale Schweiz (AUNS).
Schwander ignorierte im Oktober 2024 eine Empfehlung der SVP-Führung und redete bei einer Demonstration des "Aktionsbündnis Urkantone", auf welcher auch Rechtsextreme auftraten.
Für die Bundesratswahl 2008 bewarb er sich als Bundesratskandidat, wurde jedoch bei der Mitgliederversammlung abgelehnt. Bei den Wahlen vom Oktober 2019 kandidierte er gleichzeitig zum Nationalrat auch als Ständerat, verlor jedoch den zweiten Wahlgang gegen Othmar Reichmuth. Nebenamtlich sitzt er im Politischen Beirat von ExpertSuisse (bis 2015 Treuhand-Kammer).
Während der COVID-19-Pandemie engagierte sich Schwander aktiv gegen staatliche Massnahmen-Politik, trat bei öffentlichen Kundgebungen der massnahmenkritischen Szene auf und führte juristische Beschwerde gegen die Maskenpflicht im Kanton Schwyz.
Bei den Schweizer Parlamentswahlen 2023 wurde Schwander als Ständerat gewählt. Er verzichtete auf eine gleichzeitige Kandidatur als Nationalrat.

## Sonstiges
Schwander ist promovierter Volkswirt, Unternehmer und Offizier der Schweizer Armee im Grad eines Obersts. Er ist verheiratet, Vater von zwei Kindern und wohnt in Lachen.